# Argol
Argol es una comuna francesa de 746 habitantes situada en el departamento de Finisterre en la región de la Bretaña.

## Demografía
| 899 | 819 | 766 | 700 | 698 | 746 |
| Para los censos de 1962 a 1999 la población legal corresponde a la población sin duplicidades (Fuente: INSEE [Consultar]) |     |     |     |     |     |